# Куроедов, Николай Иванович
Николай Иванович Куроедов (1919—1992) — майор Советской Армии, участник Великой Отечественной войны, Герой Советского Союза (1944).

## Биография
Николай Куроедов родился 14 апреля 1919 года в селе Ясенок (ныне — Краснопольский район Сумской области Украины). После окончания средней школы работал на сахарном заводе. В 1938 году Куроедов был призван на службу в Рабоче-крестьянскую Красную Армию. В 1940 году он окончил Харьковское военное авиационное училище штурманов. С октября 1941 года — на фронтах Великой Отечественной войны. Участвовал в битве за Москву, боях под Ленинградом, Сталинградской битве. В одном из боёв был контужен.
К апрелю 1944 года гвардии старший лейтенант Николай Куроедов был штурманом звена 10-го гвардейского авиаполка 3-й гвардейской авиадивизии 3-го гвардейского авиакорпуса АДД СССР. К тому времени он совершил 212 боевых вылетов на бомбардировку скоплений боевой техники и живой силы противника, его важных объектов, в том числе расположенных в глубоком вражеском тылу.
Указом Президиума Верховного Совета СССР от 19 августа 1944 года за «образцовое выполнение боевых заданий командования на фронте борьбы с немецкими захватчиками и проявленные при этом мужество и героизм» гвардии старший лейтенант Николай Куроедов был удостоен высокого звания Героя Советского Союза с вручением ордена Ленина и медали «Золотая Звезда» за номером 4368.
После окончания войны Куроедов продолжил службу в Советской Армии. В 1950 году он окончил Высшую офицерскую лётно-тактическую школу. В 1959 году в звании майора он был уволен в запас. Проживал в Сумах, активно занимался общественной деятельностью. Скончался 4 апреля 1992 года, похоронен на Центральном кладбище Сум.

## Награды и звания
- Герой Советского Союза (19 августа 1944[2]);
- орден Ленина (19 августа 1944);
- два ордена Красного Знамени (12 марта 1943[3]) и (28 августа 1943[4];
- орден Отечественной войны I степени (06 апреля 1985[5]);
- орден Красной Звезды.